# Wiązowna
Wiązowna è un comune rurale polacco del distretto di Otwock, nel voivodato della Masovia.
Ricopre una superficie di 102,12 km² e nel 2004 contava 9 650 abitanti.